# Битва за Бендери (1992)
Битва за Бендери — битва яка відбулася в місті Бендери з 19 до 22 липня 1992 року між силами Республіки Молдова з одного боку та силами невизнаної самопроголошеної Придністровської Молдавської Республіки разом із російськими військами з іншого боку. Роком раніше Придністровська Молдавська Республіка оголосила незалежність від Молдови і почала покладатися на військову допомогу від Росії у захисті цієї незалежності. Республіка Молдова отримувала збройну допомогу та інструкторів від Румунії. На боці урядових військ воювали добровольці із Румунії та добровольці з України (в основному члени УНА-УНСО) з боку сепаратистів.
Битва відбулася в місті Бендери, яке румунською мовою називається «Тігіна» (рум. Tighina), і в якому проживала велика кількість етнічних росіян. Місто розташоване на правому (західному) березі Дністра, хоча більша частина території, яку фактично контролює ПМР, знаходиться на лівому (східному) березі.
Битва за Бендери була однією з найкривавіших і найбільш вирішальних битв Придністровської війни. Під час війни самопроголошена влада Придністров'я отримувала постійну допомогу від регулярної російської армії, зокрема від 14-ої гвардійської загальновійськової армії, які постачали збройним формуванням Придністровської Молдавської Республіки зброю та спорядження, і це стало вирішальним фактором для перемоги сепаратистів у цій битві. У відповідь на присутність російських військ на території Республіки Молдова, тодішній президент Мірча Снєгур попросив Організацію Об'єднаних Націй вжити заходів проти Росії, однак Молдова не отримала великої міжнародної підтримки. Вже через місяць після битви за Бендери, 21 липня 1992 року, Молдова та Росія підписали угоду про припинення вогню, яка по суті закінчила Придністровську війну. В результаті, 14-та гвардійська загальновійськова армія залишилась у Придністров'ї як так звана "миротворча місія", а саме Придністров'я почало все більше віддалятись від Республіки Молдова в політично-правовому полі.
У Придністров'ї битву за Бендери часто називають «Сталінградською битвою сучасності». З позиції Придністров'я, Росія була і є «визволителем», а молдовські та румунські сили вони називають «націоналістами» та «фашистами». Молдова має іншу позицію: називає битву за Бендери провокацією зі сторони «кримінальних парамілітарних утворень», що вчинена з метою зірвати мирні переговори.